# Декалог (фільм)
«Декалог» — цикл з десяти телевізійних фільмів польського режисера Кшиштофа Кесльовського, знятий 1989 року. Фільми не є буквальною ілюстрацією десяти біблійних заповідей. Більш того, не кожен фільм можливо однозначно співвіднести тільки з будь-якої однієї заповіддю. Ні в титрах, ні в тексті фільмів немає згадок або відсилання до конкретних заповідей, а спроби зробити це залишаються не більше ніж приватними, при тому різними, думками кінознавців.

## Структура циклу

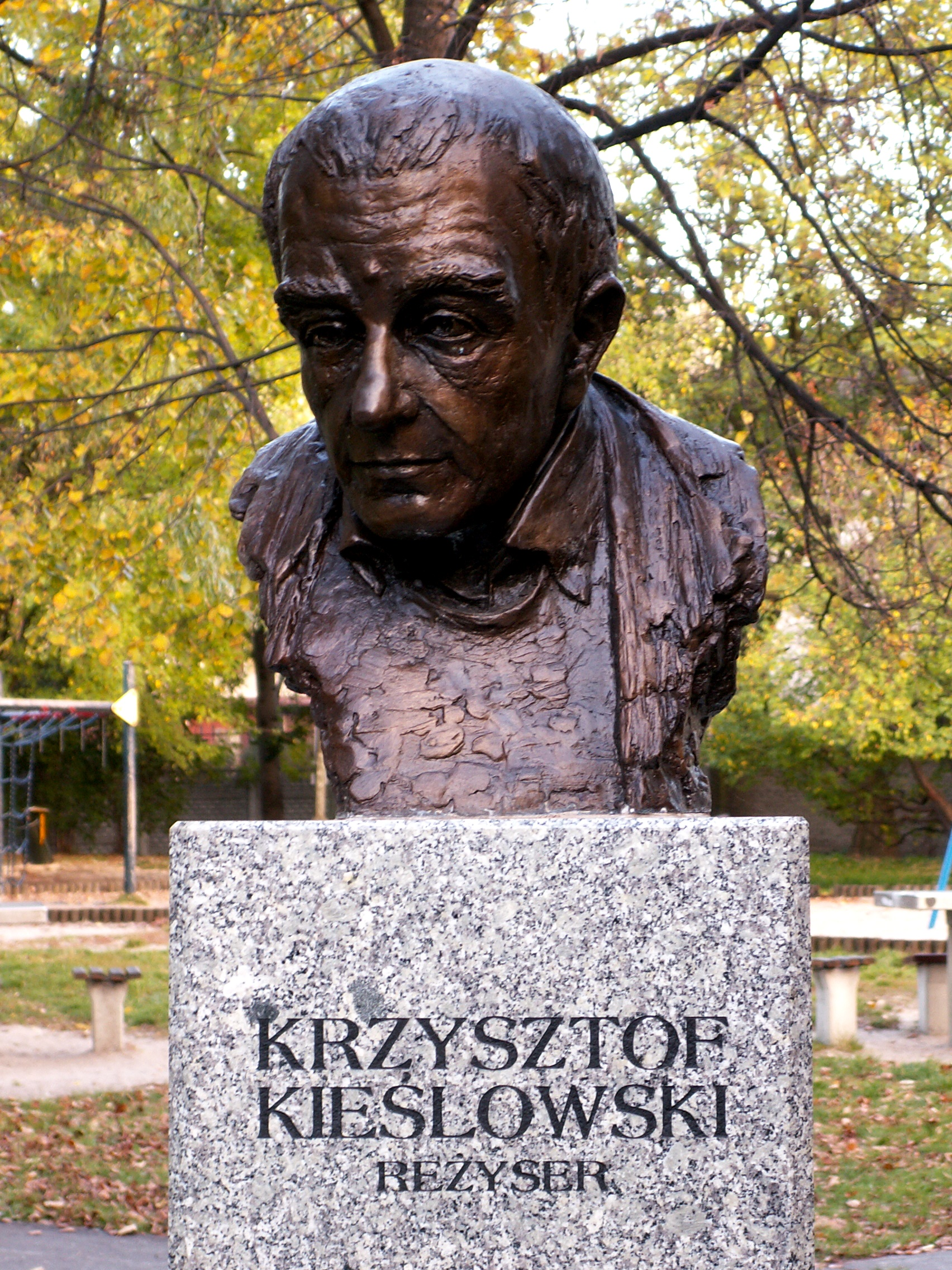
Бюст Кеслевського в одному зі скверів Варшави.

Сюжети фільмів являють собою окремі історії, проте вони об'єднані між собою загальним задумом фільму, місцем і часом дії (сучасна циклу Польща), появою в них персонажів з інших серій (іноді майже непомітних), а також дивною фігурою у виконанні актора Артура Барцися, що з'являється в епізоді в кожній серії, яку кінознавці трактують, зокрема, як «поява Ангела».
Кшиштоф Кесльовський пояснював задум циклу в книзі «Про себе»:

«Декалог» — це спроба розповісти десять історій, які могли трапитися з кожним. Це історії про людей, захоплених життєвою суєтою, але в результаті несподіваного збігу обставин виявляють, що вони топчуться на одному місці, забуваючи про дійсно важливі цілі. Ми стали занадто егоїстичні, надто зосередженими на собі і своїх потребах. Ми начебто багато робимо для своїх близьких, але коли настає вечір, виявляється, що у нас вже немає ні сил, ні часу, щоб їх обійняти або приголубити, сказати їм щось хороше. У нас не вистачає на це життєвої енергії. Ми вже не здатні висловити свої справжні почуття. А життя проходить.

Картини зняті в різних жанрах — від переважаючої важкої психологічної драми до комедії (у заключній серії), але в єдиному стилі.
П'ята і шоста серії «Декалогу» створені на одному матеріалі з фільмами Кесльовського «Короткий фільм про кохання» і «Короткий фільм про вбивство», проте різний монтаж робить ці роботи двома парами версій обох картин, що допускають навіть різні трактування задуму авторів.

### Декалог 1
Зазвичай пов'язується з першою та другою заповідями: «Я Господь, Бог твій, Який вивів тебе із землі Єгипетської, з дому рабства; нехай не буде в тебе інших богів перед лицем Моїм»; і: «Не роби собі кумира і ніякого зображення того, що на небі вгорі, і що на землі внизу, і що у воді нижче землі; не поклоняйся ним і не служи ним, бо Я Господь, Бог твій, Бог ревнитель, що карає дітей за провину батьків до третього і четвертого роду, що ненавидять Мене, і що чинить милість тисячам поколінь, які люблять Мене і хто дотримується Моїх заповідей».
У ролях

- Хенрік Барановський — Кшиштоф
- Войцех Клата — Павло
- Майя Коморовська — Ірена
- Марія Гладковська — Аня
- Артур Барцись — чоловік, що сидить над льодом
- Агнєшка Брустман — шахістка

Оператор — Веслав Здорт

### Декалог 2
Кінознавці пов'язують фільм або з третьою заповіддю: «Не промовляй Імені Господа, Бога твого, марно, бо Господь не залишить без покарання того, хто промовляє ім'я його марно», — або з дев'ятою заповіддю — «Не промовляй помилкового свідчення на ближнього твого».
У ролях

- Кристина Янда — Дорота Геллер
- Александер Бардіні — лікар
- Ольгерд Лукашевич — Анджей Геллер
- Артур Барцись — лаборант

Оператор — Едвард Клосинський

### Декалог 3
Фільм досить опосередковано може бути пов'язаний з четвертою заповіддю: «Пам'ятай день суботній, щоб святити його; шість днів працюй і роби в них всякі справи твої, а день сьомий — субота Господу, Богу твоєму: не роби в нім ніякої справи ні ти, ні син твій, ні донька твоя, ні раб твій, ні рабиня твоя, ні [віл твій, ні осел твій, ні всяка] худоба твоя, ні прибулець, який в оселях твоїх; бо шість днів створив Господь небо та землю, море і все, що в них, а в день сьомий спочив; тому благословив Господь день суботній і освятив його».
У ролях

- Данієль Ольбрихський — Януш
- Марія Пакульніс — Ева
- Йоанна Щепковська — дружина Януша
- Артур Барцись — водій трамвая
- Дорота Сталінська — залізничниця на скейтборді
- Влодзімєж Мусял — працівник у витверезнику
- Генрік Барановський — Кшиштоф

Оператор — Петро Собоцинський

### Декалог 4
Фільм пов'язаний з п'ятою заповіддю: «Шануй батька твого і матір твою, щоб тобі було добре і щоб тривали дні твої на землі, яку Господь, Бог твій, дає тобі».
У ролях

- Адріана Беджиньська — Анка
- Януш Гайос — Міхал
- Артур Барцись — байдарочник
- Адам Ганушкевич — професор в театральній Академії
- Александер Бардіні — ординатор

Оператор — Кшиштоф Пакульський

### Декалог 5
Пронизливий протест проти вбивства і взагалі насильства, фільм можна співвіднести з шостою заповіддю: «Не убий».
У ролях

- Мирослав Бака — Яцек
- Кшиштоф Глобіш — Петро
- Збігнєв Запасєвич — член адвокатської комісії
- Здзислав Тобяш — суддя
- Артур Барцись — робітник

Оператор — Славомир Ідзяк

### Декалог 6
Фільм про юнацьку закоханість опосередковано пов'язаний з сьомою заповіддю: «Не чини перелюбу».
В ролях

- Гражина Шаполовська — Магда
- Олаф Любашенко — Томек
- Артур Барцись — чоловік з валізою
- Стефанія Івіньська — тітка Томека
- Петро Махаліца — Роман
- Ян Пехоциньський — коханець Магди
- Анна Горностай — медсестра

Оператор — Вітольд Адамек

### Декалог 7
Фільм зазвичай пов'язують з восьмою заповіддю: «Не вкради».
У ролях

- Майя Барелковська — Майка
- Анна Полоні — Ева
- Владислав Ковальський — Степан
- Богуслав Лінда — Войтек
- Божена Дикель — касирка
- Артур Барцись — чоловік на станції

Оператор — Даріуш Куц

### Декалог 8
Зазвичай фільм пов'язується кінознавцями з дев'ятою заповіддю: «Не промовляй неправдивого свідчення на ближнього твого». На семінарі, присвяченому мотивам людської поведінки в різних ситуаціях, одна зі студенток для прикладу розповідає історію, що є сюжетом другої серії.
- Марія Косьцялковська — Зоф'я
- Тереза Марчевська — Ельжбета
- Артур Барцись — студент
- Тадеуш Ломницький — кравець
- Маріан Опаня — декан
- Броніслав Павлик — сусід Зофьї

Оператор — Анджей Ярошевич

### Декалог 9
Фільм з деякою часткою натяжки прив'язують зазвичай до частини десятої заповіді: «…Не забажай дружини ближнього твого…»
- Петро Махаліца — Роман
- Ева Блащик — Ханка
- Ян Янковський — Маріуш
- Артур Барцись — велосипедист
- Єжи Треля — Миколай

Оператор — Пйотр Собоциньський

### Декалог 10
Фільм пов'язаний з десятою заповіддю: «Не бажай дому ближнього твого; не бажай дружини ближнього твого, ні поля його, ні раба його, ні рабині його, ні вола його, ні осла його, ні всякої худоби його, нічого, що у ближнього твого».
У ролях

- Збігнєв Замаховський — Артур
- Єжи Штур — Єжи
- Хенрік Биста — філателіст, власник магазину
- Мацей Штур — Петрек
- Єжи Турек — філателіст
- Анна Горностай — медсестра

Оператор — Яцек Блавут

## Створення циклу
Зйомки фільму тривали, за словами режисера, 11 місяців, а за спогадами Єжи Штура, близько двох років.
Майже всі фільми циклу були зняті різними операторами, оскільки Кесльовський хотів домогтися, щоб кожна історія мала свій стиль. При цьому режисер надав усім операторам повну свободу. Надалі Кесльовський зазначав, що всі фільми «Декалогу» ніби зняті однією рукою. На його думку, схожість картин є «… доказом існування якогось духу, характеру сценарію. І якщо оператор розумний і талановитий, то, які б кошти він не використовував, неминуче цей дух вловить».
У фільмі знялися багато провідних акторів польського кіно (Майя Коморовська, Кристина Янда, Ольгерд Лукашевич, Даніель Ольбрихський, Гражина Шаполовська, Єжи Штур, Збігнєв Запасевич, Богуслав Лінда та інші). Ніколи до зйомок «Декалогу» Кесльовському не доводилося працювати з такою великою кількістю акторів.
Кристина Янда вважала зйомки в «Декалозі», за її словами, «завданням дуже легким і в цьому сенсі нудним». Кеслевський запропонував їй на вибір три ролі в різних частинах циклу, і вона вибрала роль у другому фільмі, яка вже під час зйомок здалася їй найслабшою, але змінити вона нічого не змогла.
За спогадами Єжи Штура, йому було запропоновано вибрати будь-яку з чоловічих ролей, і він зупинився на «Декалозі 9» (роль Роману, що страждає імпотенцією). За час зйомок перших семи фільмів Кесльовський прийшов до думки, що на цю роль Штур все-таки не підходить, і актор зіграв у заключній частині в парі зі Збігнєвом Замаховським.

Центральною проблемою в тому сценарії було те, що одна з найголовніших сфер людського життя виявилася для молодої людини перекреслена. В молодості це дійсно страшно. А коли ти вже реалізувався — та чорт з ним, подумаєш, які проблеми. І глядач це відразу відчує. Ось таким чином Кшиштоф пояснив мені, що на цю роль я не годжуся за віком.
Музику до фільму написав польський композитор Збігнєв Прайснер, який співпрацював з Кесльовським при створенні багатьох інших фільмів, наприклад, картин «Без кінця», «Подвійне життя Вероніки», трилогії «Три кольори»: («Синій», «Білий», «Червоний»).

### Знімальна група— галерея

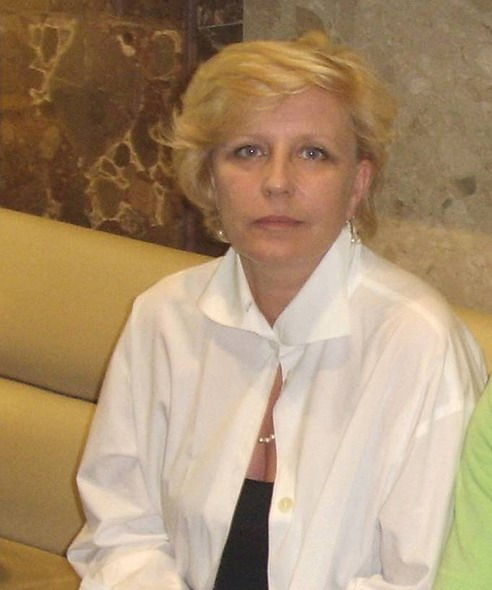
Кристина Янда
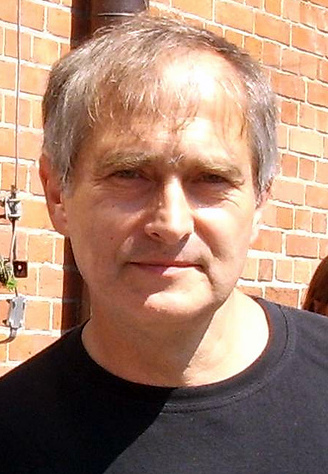
Ольгерд Лукашевич
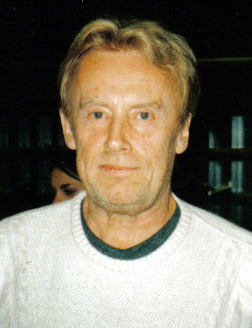
Данієль Ольбрихський
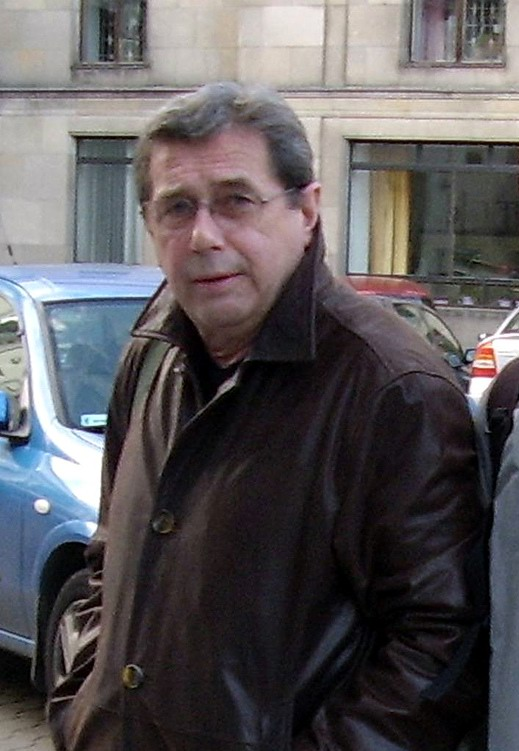
Януш Гайос
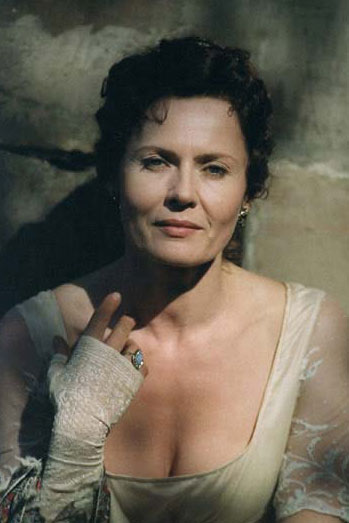
Гражина Шаполовсmка
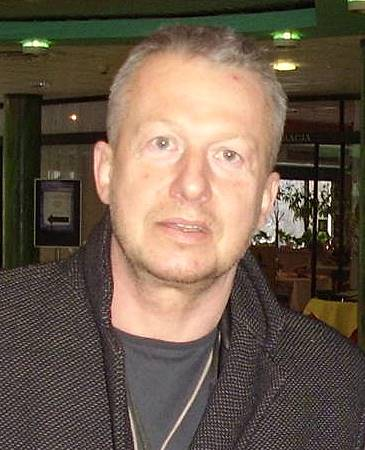
Богуслав Лінда
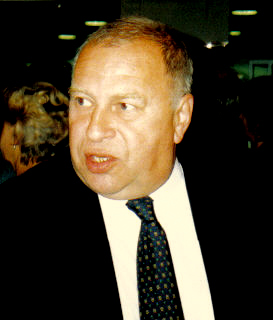
Єжи Штур
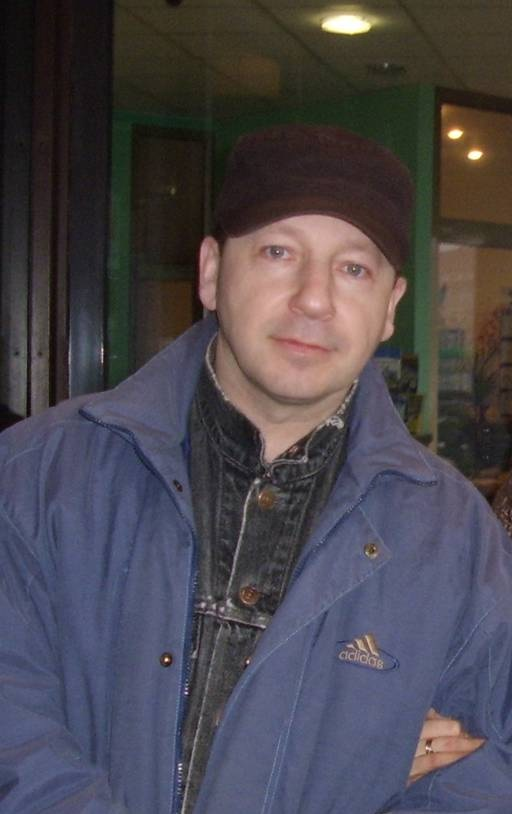
Збігнєв Замаховський

## Визнання
Фільм отримав ряд премій на міжнародних кінофестивалях і дуже високу оцінку критиків і колег-кінематографістів. Зокрема, з великою похвалою відгукнувся про «Декалог» Стенлі Кубрик, який написав вступне слово до видання сценаріїв до цього фільму. До числа своїх улюблених фільмів включив «Декалог» американський кіногуру Роджер Еберт.
При цьому в Польщі фільм був прийнятий гірше, ніж за кордоном. Кристина Янда згадувала у своїй книзі:

«Декалог» всюди мав величезний успіх — про цей фільм говорили, що він «підкорив весь світ». На свій подив, за кордоном я зустрічала захоплених критиків, глядачів, продюсерів.

### Премії
- 1989 — премія ФІПРЕССІ на Венеціанському кінофестивалі
- 1989 — премія критиків на міжнародному кінофестивалі в Сан-Паулу
- 1989 — премія OCIC на міжнародному кінофестивалі в Сан-Себастьяні